# Podocarpus brevifolius
Podocarpus brevifolius é uma espécie de conífera da família Podocarpaceae.
Apenas pode ser encontrada na Malásia.